# Vidniv, Jovkva
Vidniv (în ucraineană Віднів) este un sat în comuna Nadîci din raionul Jovkva, regiunea Liov, Ucraina.

## Demografie
Componența lingvistică a localității Vidniv
     Ucraineană (100%)
Conform recensământului din 2001, toată populația localității Vidniv era vorbitoare de ucraineană (100%).